# Tucuruí
Tucuruí, amtlich Município de Tucuruí, ist eine Munizipalstadt im brasilianischen Bundesstaat Pará (Südamerika).
Die Gemeinde erhielt 1947 die Stadtrechte. Sie hatte laut Volkszählung von 2010 97.128 Einwohner. Zum 1. Juli 2019 schätzte das Instituto Brasileiro de Geografia e Estatística (IBGE) die Bevölkerungszahl auf 113.659 Einwohner. Die Bevölkerungsdichte betrug im Jahr 2010 46,6 Einwohner pro km² auf einer Gesamtfläche von rund 2084,3 km². Die Entfernung zur Hauptstadt Belém beträgt 480 km. Sie steht an 15. Stelle der 144 Munizips des Bundesstaates.

## Geographie
Die Stadt befindet sich am Staudamm des Tucuruí-Stausees, der vom Rio Tocantins durchflossen wird. Sie liegt auf einer Höhe von 42 Metern über dem Meeresspiegel.
Umliegende Gemeinden sind Breu Branco, Novo Repartimento, Baião und Pacajá.
Die Gemeinde hat tropisches Klima, Am nach der Klimaklassifikation nach Köppen und Geiger. Die Durchschnittstemperatur ist 27,4 °C. Die durchschnittliche Niederschlagsmenge liegt bei 2427 mm im Jahr. Es gibt eine kurze Trockenzeit.

## Bevölkerungsentwicklung
| Jahr | Einwohner | Stadt  | Land   |
| ---- | --- | ------ | ------ |
| 1991 | 54.330 | 46.014 | 8.316  |
| 2000 | 73.798 | 60.918 | 12.880 |
| 2010 | 97.128 | 92.442 | 4.686  |
| 2019 | 113.659 | ?      | ?      |
|      | Hier fehlt eine Grafik, die leider im Moment aus technischen Gründen nicht angezeigt werden kann. Wir arbeiten daran! |        |        |

Quelle: IBGE

## Söhne und Töchter der Stadt
- Floriano Saraiva dos Santos (* 1967), Musiker, Arrangeur und Sänger
- Liah Soares (* 1980), Musikerin
- Áurea Carolina (* 1983), Politikerin
- Wando da Costa Silva (* 1980), Fußballspieler